# Single Stamina
Single Stamina är det tionde avsnittet av andra säsongen av TV-serien How I Met Your Mother. Det hade premiär på CBS den 27 november 2006.

## Sammandrag
Barney bjuder in sin homosexuelle, svarte bror James för att liva upp gängets liv eftersom han tycker att de andra har blivit slöa. James är precis som Barney när det gäller raggning men nu ska han gifta sig, vilket gör Barney upprörd.

## Handling
Det är vinter i New York. Paren Marshall och Lily och Ted och Robin håller sig inomhus och vill inte vara med på de saker Barney föreslår. Till slut bjuder han sin bror James till staden. Ted "förvarnar" Robin om att James är homosexuell. När han dyker upp visar han sig också vara mörkhyad. Ingen vet varför bröderna har olika hudfärg. 
James övertygar paren om att följa med ut och ha roligt. Han hjälper Barney att få kontakt med en tjej med fjärilstatuering. De andra paren orkar snart inte med krogmiljön utan sätter sig ner. De diskuterar hur det är att människor raggar på en hela tiden. Ted och Marshall tycker att Robin och Lily är för hårda mot killar som stöter på dem.  
Under tiden upptäcker de att James beter sig underligt. När de ser honom skicka sms berättar de för Barney att James måste vara i en relation. Barney konfronterar James och får veta att James är förlovad. Han ber Barney att vara hans best man, men Barney är upprörd och vägrar.
Nästa dag klagar Barney över att homosexuella män gifter sig, eftersom han menar att det betyder att alla andra kommer att göra samma sak sex månader senare. Singellivet kommer enligt honom att förstöras. Vännerna försöker få Barney att stödja James, men Barney tar i stället med honom till en bögklubb.
På klubben stöter många män på Ted och Marshall. Först är de smickrade, men så småningom vill de kunna vara ifred. Lily och Robin är glada över att kunna dansa utan att någon tafsar på dem, men saknar senare under kvällen uppmärksamheten från det motsatta könet. 
Under tiden försöker Barney få ihop James med andra män. När James står emot anklagar Barney honom för att överge deras livsstil. Han blir dock genast mer positiv när han får veta att James och hans fästman ska adoptera ett barn, och att han därmed ska bli farbror. Han håller mycket riktigt tal på James bröllop ett år senare, och pratar om raggning med parets kostymklädde bebis.

## Kulturella referenser
- Barney kallar de innesittande paren för "Willy Wonkas farföräldrar". Det refererar till Kalle och chokladfabriken, där huvudpersonen Kalles farföräldrar aldrig lämnar sin gemensamma säng.
- Tjejen i baren säger att scarfen som James kommenterar är från H&M.
- När Barney ska låtsas skrämma iväg James från tjejen i baren säger han "Popozao", vilket är titeln på en låt av Kevin Federline.